# Epilobium strictum
Epilobium strictum là một loài thực vật có hoa trong họ Anh thảo chiều. Loài này được Muhl. ex Spreng. mô tả khoa học đầu tiên năm 1825.